# Mondialism
MONDIALISMUL  este ansamblul de idei și de acte care exprimă solidaritatea populațiilor globului, care își propun să pregătească  instituțiile  și să adopte legi supranaționale cu structură federativă care să le fie comune, în  respectul diversității de culturi și popoare. 
MODIALISMUL constituie  de asemenea o apropiere științifică a fenomenelor sociale și individuale  privite  dintr-un  punct  de  vedere  mondial.
MONDIALISMUL se străduiește să propună o nouă organizare politică a umanității implicând  transferul de diferite părți ale suveranității naționale a fiecărui stat unei Autorități Federale Mondiale, capabile să soluționeze, prin decizia majorității, problemele care pun în pericol destinul speciei umane cum ar fi: foametea, războiul, poluarea, suprapopulația și energia.
Cerințele MONDIALISMULUI nu se reduc doar la tratatele  internaționale, pe care statele le pot denunța în orice moment.